# Nephridium
Als Nephridium (von altgriechisch νεφρός nephros, deutsch ‚Niere‘) bezeichnet man ein tierisches Organ zur Ausscheidung giftiger Abbauprodukte.

## Typen von Nephridien

### Protonephridien
Protonephridien sind die einfachsten Ausscheidungsorgane und kommen hauptsächlich bei Tieren ohne sekundäre Leibeshöhle vor. Sie sind z. B. typisch für Plattwürmer (Plathelminthes) und Larven von Weichtieren.
Vielfach verzweigte Röhren beginnen jeweils blind mit einer Reusengeißelzelle, auch Cyrtocyte oder Terminalzelle genannt. Hier erzeugt eine „Wimpernflamme“ (ein ständig schlagendes Cilienbündel) der Terminalzelle eine Strömung der Flüssigkeit in das Röhrensystem hinein. Dadurch entsteht ein Unterdruck, und die Gewebsflüssigkeit wird durch die von Podocyten gebildeten Reusenstäbe an der Cyrtocyte filtriert (Ultrafiltration). Diese Podocyten der Terminalzelle und die der angrenzenden Kanalzelle bilden zahlreiche, ineinander verzahnte Füßchen aus, die nur durch feine Spalträume getrennt sind. Sie sind von einer Basalmembran überzogen und stellen damit für die Flüssigkeit eine Filterbarriere dar. Bei ihrer Passage entsteht dadurch „innerhalb“ des Protonephridiums ein Filtrat, das Primärharn genannt wird und bis auf Zellen und größere Proteine noch alle auch im Blut vorhandenen Stoffe enthält. 
In dem auf die Cyrtocyte folgenden Kanälchen, dem Tubulus, werden nun diejenigen Teile des Primärharns, die der Organismus gebrauchen kann (kleinere Proteine, Saccharide, Aminosäuren, Ionen), wieder aufgenommen, reabsorbiert. Der so gebildete Sekundärharn enthält dann hauptsächlich den Organismus belastende Stoffe und wird über die nach außen mündenden Nephridialporen ausgeschieden. 
Reusengeißelzelle und Kanalzelle entstehen in der Ontogenese wahrscheinlich unabhängig voneinander und nähern sich in der weiteren Entwicklung einander an. Dabei schieben sich die von beiden Zellen ausgebildeten Füßchen ineinander, und es entsteht der von den Zellen umgebene röhrenförmige Kanal.

### Metanephridien
Metanephridien sind charakteristisch für die Ringelwürmer (Annelida) und vermutlich auch bei Schnurwürmern (Nemertini) vorhanden. Weiterhin kommen sie bei vielen Weichtieren (Mollusca) und Krebstieren (Crustacea) vor (hier werden sie Maxillar- oder Antennennephridien genannt).
Metanephridien sind Kanäle, die über einen Wimperntrichter (Nephrostom) mit dem Coelom verbunden sind und dann nach außen führen. Die Ultrafiltration findet zuerst an der Basalmembran der Blutgefäße durch Podocyten statt (s. o.), die sich am Coelomepithel beim Wimperntrichter befinden. Die treibende Kraft ist hierbei der Blutdruck. Dem so entstandenen Filtrat (Primärharn) werden, wie bei den Protonephridien, im Tubulus die noch verwertbaren Teile entzogen und reabsorbiert, so dass der Sekundärharn dann über einen verschließbaren Nephridialporus nach außen münden kann. 
Eine Fortentwicklung eines Metanephridiums ist das Nephron, die anatomische und funktionelle Einheit der Wirbeltier-Niere.

### Malpighische Gefäße
Malpighische Gefäße sind typisch für viele Gliederfüßer (Arthropoda) (sonst Metanephridien) wie etwa Spinnentiere (Arachnida), Tausendfüßer (Myriapoda) und Insekten (Insecta).